# Placa do Yangtzé
A placa do Yangtzé, também chamada subplaca do sul da China ou bloco do sul da China, abrange a maior parte do sul da China. A oriente está separada da placa de Okinawa por um rifte que forma a fossa de Okinawa que é uma bacia de retroarco, a sul colinda com a placa de Sonda e a placa do Mar das Filipinas, a norte e a oeste com a placa Eurasiática. Na falha de Longmenshan deste último limite de placas ocorreu o sismo de Sujuão de 2008.
A placa do Yangtzé formou-se durante a desagregação do supercontinente Rodínia há 750 milhões de anos, durante a era Neoproterozoica. O sul da China, separou-se do supercontinente Gonduana durante o Silúrico. Durante a formação do supercontinente Pangeia, o sul da China era um pequeno continente separado situado ao largo da costa oriental do supercontinente e em deriva em direção ao norte.  Durante o Triássico, a placa do Yangtzé colidiu com a placa do Norte da China, unindo-se assim a Pangeia e formando a bacia de Sujuão. Durante o Cenozoico, a placa de Yangtzé foi afectada pela colisão entre as placas  indiana e eurasiática originando o soerguimento das montanhas Longmen.  O seu movimento para sul é acomodado ao longo da falha do rio Vermelho.